# Liste von Terroranschlägen in Japan
Die Liste von Terroranschlägen in Japan beinhaltet eine Übersicht über in Japan verübte Terroranschläge.

## Erläuterung
In der Spalte Politische Ausrichtung ist die politische bzw. weltanschauliche Einordnung der Täter angegeben: faschistisch, rassistisch, nationalistisch, nationalsozialistisch, sozialistisch, kommunistisch, antiimperialistisch, islamistisch (schiitisch, sunnitisch, deobandisch, salafistisch, wahhabitisch), hinduistisch. Bei vorrangig auf staatliche Unabhängigkeit oder Autonomie zielender Ausrichtung ist autonomistisch vorangestellt, gefolgt von der Region oder der Volksgruppe und ggf. weiteren Merkmalen der Täter: armenisch, irisch (katholisch), kurdisch, tirolisch, tschetschenisch, dagestanisch, punjabisch (sikhistisch), palästinensisch.
Die Opferzahlen der Anschläge werden farbig dargestellt:

Die Zahl bei den Anschlägen getöteter/verletzter Täter ist in Klammern ( ) gesetzt.

## 1974
| Datum/Beginn      | Ort   | Artikel/Quelle(n)                             | Täter                            | Politische Ausrichtung                             | Mittel          | Ziel                                 | Tote | Verletzte | Hintergrund |
| ----------------- | ----- | --------------------------------------------- | -------------------------------- | -------------------------------------------------- | --------------- | ------------------------------------ | ---- | --------- | ----------- |
| 30. August 1974   | Tokio | Anschlag auf Mitsubishi Heavy Industries 1974 | East Asia Anti-Japan Armed Front | kommunistisch, antiimperialistisch, anti-japanisch | Sprengsatz      | Mitsubishi-Heavy-Industries-Zentrale | 8    | 378       |             |
| 14. November 1974 | Tokio | [ 1 ]                                         | Maruseido                        | marxistisch                                        | Molotowcocktail | US-Botschaft                         | 0    | 7         |             |

## 1976
| Datum/Beginn  | Ort     | Artikel/Quelle(n) | Täter                            | Politische Ausrichtung                             | Mittel     | Ziel                      | Tote | Verletzte | Hintergrund |
| ------------- | ------- | ----------------- | -------------------------------- | -------------------------------------------------- | ---------- | ------------------------- | ---- | --------- | ----------- |
| 02. März 1976 | Sapporo | [ 2 ] [ 3 ]       | East Asia Anti-Japan Armed Front | kommunistisch, antiimperialistisch, anti-japanisch | Sprengsatz | Präfekturbüro, Zivilisten | 2    | 85        |             |

## 1978
| Datum/Beginn  | Ort    | Artikel/Quelle(n) | Täter         | Politische Ausrichtung | Mittel                                      | Ziel      | Tote | Verletzte | Hintergrund |
| ------------- | ------ | ----------------- | ------------- | ---------------------- | ------------------------------------------- | --------- | ---- | --------- | ----------- |
| 26. März 1978 | Narita | [ 6 ]             | Demonstranten |                        | Molotowcocktail, Steine, Hämmer, Stahlrohre | Flughafen |      | 50        |             |

## 1988
| Datum/Beginn      | Ort     | Artikel/Quelle(n) | Täter | Politische Ausrichtung | Mittel    | Ziel      | Tote | Verletzte | Hintergrund |
| ----------------- | ------- | ----------------- | ----- | ---------------------- | --------- | --------- | ---- | --------- | ----------- |
| 24. Dezember 1988 | Okinawa | [ 7 ]             |       |                        | Tränengas | Nachtclub | 0    | 25        |             |

## 1990
| Datum/Beginn     | Ort   | Artikel/Quelle(n) | Täter | Politische Ausrichtung | Mittel        | Ziel           | Tote | Verletzte | Hintergrund |
| ---------------- | ----- | ----------------- | ----- | ---------------------- | ------------- | -------------- | ---- | --------- | ----------- |
| 09. Oktober 1990 | Osaka | [ 8 ]             |       |                        | Brandstiftung | Polizeieinheit | 0    | 106       |             |

## 1994
| Datum/Beginn  | Ort       | Artikel/Quelle(n) | Täter         | Politische Ausrichtung | Mittel                                              | Ziel            | Tote | Verletzte | Hintergrund |
| ------------- | --------- | ----------------- | ------------- | ---------------------- | --------------------------------------------------- | --------------- | ---- | --------- | ----------- |
| 27. Juni 1994 | Matsumoto | [ 9 ]             | Ōmu Shinrikyō | religiös               | Giftgas (Sarin), versprüht mit umgebautem Kühlwagen | Bürger, Richter | 8    | 660       |             |

## 1995
| Datum/Beginn  | Ort      | Artikel/Quelle(n)                      | Täter         | Politische Ausrichtung | Mittel          | Ziel       | Tote | Verletzte | Hintergrund |
| ------------- | -------- | -------------------------------------- | ------------- | ---------------------- | --------------- | ---------- | ---- | --------- | ----------- |
| 20. März 1995 | Tokio    | Giftgasanschlag in der Tokioter U-Bahn | Ōmu Shinrikyō | religiös               | Giftgas (Sarin) | U-Bahn     | 13   | 6252      |             |
| 05. Mai 1995  | Tokio    | [ 10 ]                                 |               |                        | Giftgas         | U-Bahn     | 0    | 0         |             |
| 15. Mai 1995  | Yokohama | [ 11 ]                                 |               |                        | Giftgas         | U-Bahn     | 0    | 3         |             |
| 02. Juli 1995 | Yokohama | [ 12 ]                                 |               |                        | Giftgas         | U-Bahnhof  | 0    | 36        |             |
| 03. Juli 1995 | Yokohama | [ 13 ]                                 |               |                        | Giftgas         | Supermarkt | 0    | 6         |             |
| 04. Juli 1995 | Tokio    | [ 14 ]                                 |               |                        | Giftgas         | U-Bahn-Zug | 0    | 0         |             |
| 05. Juli 1995 | Tokio    | [ 15 ]                                 |               |                        | Giftgas         | Bahnhof    | 0    | 3         |             |

## 1998
| Datum/Beginn     | Ort    | Artikel/Quelle(n) | Täter     | Politische Ausrichtung | Mittel      | Ziel                   | Tote | Verletzte | Hintergrund |
| ---------------- | ------ | ----------------- | --------- | ---------------------- | ----------- | ---------------------- | ---- | --------- | ----------- |
| 02. Februar 1998 | Narita | [ 16 ]            | Kakurōkyō | linksextremistisch     | Sprengstoff | Flughafen Tokio-Narita | 0    | 1         |             |

## 2016
| Datum/Beginn  | Ort        | Artikel/Quelle(n)            | Täter           | Politische Ausrichtung | Mittel         | Ziel            | Tote | Verletzte | Hintergrund              |
| ------------- | ---------- | ---------------------------- | --------------- | ---------------------- | -------------- | --------------- | ---- | --------- | ------------------------ |
| 26. Juli 2016 | Sagamihara | Messerangriff von Sagamihara | Satoshi Uematsu | behindertenfeindlich   | Messer, Hammer | Behindertenheim | 19   | 26        | Behindertenfeindlichkeit |